# سباستین لانگ
سباستین لانگ (انگلیسی: Sebastian Lange؛ زادهٔ ۱۶ اکتبر ۱۹۸۷) بازیکن فوتبال اهل آلمان است.
از باشگاه‌هایی که در آن بازی کرده‌است می‌توان به باشگاه فوتبال پادربورن اشاره کرد.